# Hequ
Hequ (en chino, 河曲; pinyin, Héqǔ) es un condado  bajo la administración directa de la Prefectura Xinzhou en la Provincia de Shanxi, República Popular China.  Su área es de 1317 km² y su población total para 2010 superó los 145 mil habitantes. 

## Administración
Desde julio de 2020 el condado Hequ se divide en 12 pueblos que se administran en 6 poblados y 6 villas.

## Toponimia
El topónimo Hequ [/Jə-Chy/] significa 'meandro', viene la frase "1 meandro en 1000 Li del río Amarillo  " (黄河千里一曲 HuángHé qiānlǐ yīQū), este nombre hace referencia a una ubicación geográfica a lo largo del río Amarillo, destacando una de sus famosas curvas. Apareció en el primer año de Zhenyuan (贞元) (1153), el 4° emperador de la dinastía Jin.